# Holden EH

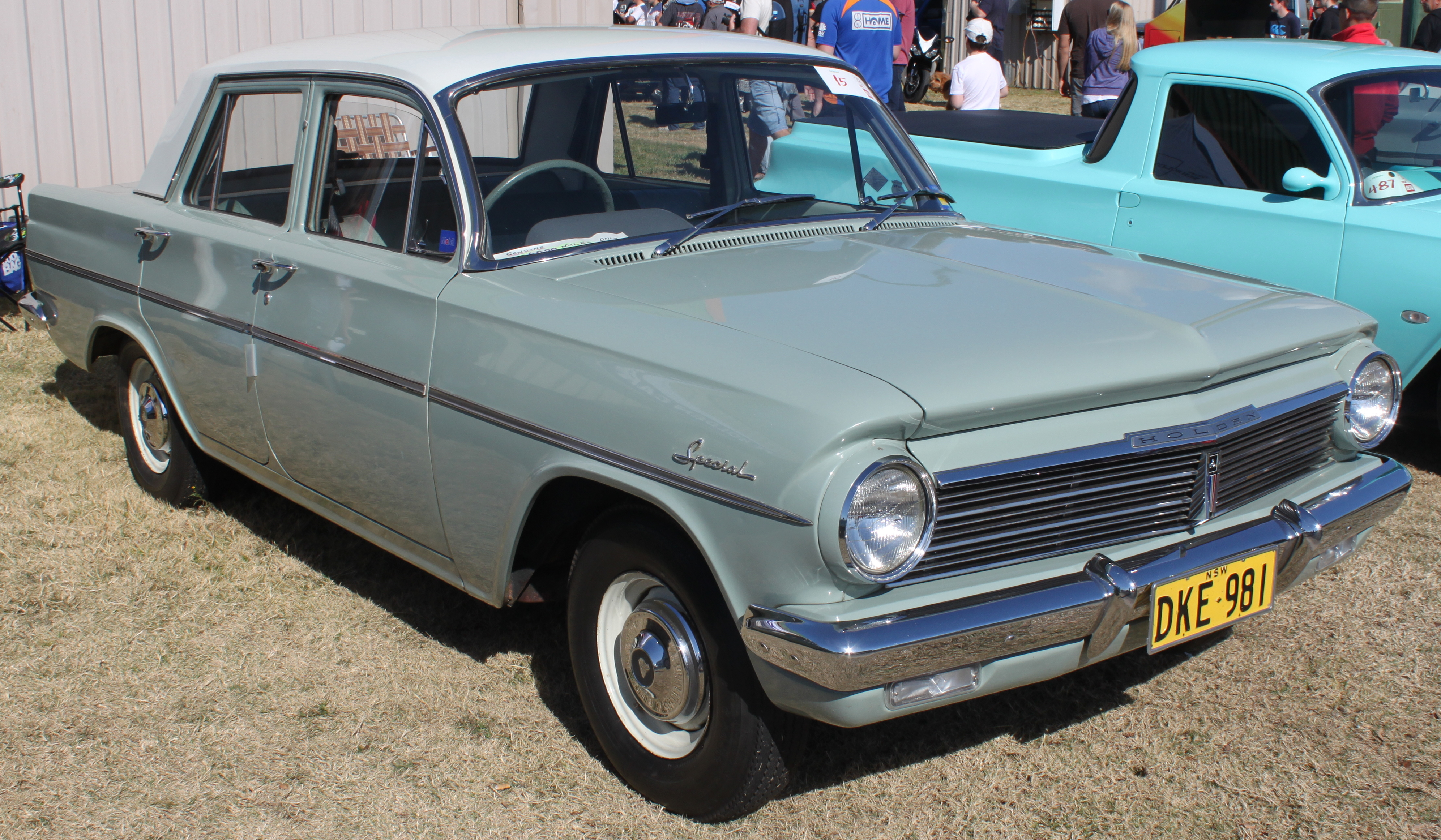
Holden EH Special

Der Holden EH wurde in den Jahren 1963 bis 1965 von der australischen GM-Division Holden gefertigt. Es gab ihn als
- Modell Standard,
- Modell Special,
- Modell Premier,
- Modell Panel Van und
- Modell Utility.